# کنی هریسون
 کنی هریسون (انگلیسی: Kenny Harrison؛ زادهٔ ۱۳ فوریهٔ ۱۹۶۵) یک ورزشکار اهل ایالات متحده آمریکا است.